# 9505 Lohengrin
9505 Lohengrin este o planetă minoră (asteroid), cu un diametru de 8,607 km, din centura de asteroizi. A fost descoperită pe 29 septembrie 1973 la Observatorul Palomar de Cornelis Johannes van Houten și a fost numită după Lohengrin. 
Obiectul prezintă o orbită caracterizată de o semiaxă mare de 3,06938 UAi, o excentricitate de 0,23, o înclinație de 3,30381 ° în raport cu ecliptica.